# Can Tallada (Sant Climent de Llobregat)
Can Tallada és un edifici o masia del municipi de Sant Climent de Llobregat al Baix Llobregat.
Sota de la masia de Can Tallada hi trobem documentat un molí fariner des de l'any 1177. També podem trobar una font, la font de Can Tallada, i una mina, l'anomenada mina de Can Tallada.